# Entrez

Logo di Entrez

L'Entrez Global Query Cross-Database Search System è un sistema di ricerca integrato tra banche dati biomediche contenenti informazioni di tipo differente.
Entrez è coordinato dal National Center for Biotechnology Information (NCBI) statunitense, parte della National Library of Medicine (NLM) (essa stessa parte dei National Institutes of Health (NIH)).

## Tipi di ricerca
Entrez è un potente motore di ricerca che permette una ricerca contemporanea su differenti database biomedici.
- PubMed. Raccoglie i riferimenti agli articoli apparsi su un numero elevato di riviste scientifiche, principalmente di tipo biomedico. Contiene anche riferimenti immediati ad articoli scientifici ad accesso libero.
- PubMed Central. Raccoglie articoli scientifici ad accesso libero.
- Bookshelf. Raccoglie libri di testo di argomenti biomedici ad accesso libero.
- OMIM. Cataloga tutte le patologie umane aventi una componente genetica.
- OMIA. Cataloga tutte le patologie animali aventi una componente genetica.
- Nucleotide. Banca dati di sequenza nucleotidica (GenBank).
- Protein. Banca dati di sequenza proteica.
- Genome. Raccoglie sequenze genomiche complete.
- Structure. Contiene strutture tridimensionali di macromolecole.
- Taxonomy. Cataloga gli organismi secondo la classificazione scientifica.
- SNP. Raccoglie gli SNPs (single nucleotide polymorphisms).
- Gene. Raccoglie informazioni di sequenza centrate sui singoli geni.
- HomoloGene. Classifica i geni a seconda dell'omologia tra differenti specie.
- PubChem Compound. Raccoglie informazioni sulle strutture chimiche di piccole molecole chimiche.
- PubChem Substance. Raccoglie dati depositati su molecole chimiche.
- Genome Project. Informazioni sui progetti genoma in corso.
- CDD. Contiene un database con i domini conservati delle proteine.
- 3D Domains. Contiene domini provenienti da Entrez Structure.
- UniSTS. Raccoglie dati di marcatura e mappatura.
- PopSet. Cataloga dati relativi a studi sulla popolazione (epidemiologia).
- Cancer Chromosomes: database citogenetici
- PubChem BioAssay: vaglio dell'attività biologica di sostanze chimiche
- GENSAT: atlante dell'espressione genica nel sistema nervoso del topo
- Probe: sequenza specifica di reagenti

Il sistema Entrez può mostrare visuali delle sequenze di geni e proteine e mappe cromosomiche. Entrez può efficientemente richiamare le sequenze, strutture e le referenze relative. Alcuni libri di testo sono anche disponibili online grazie al sistema Entrez. Entrez Global Query è un motore di ricerca integrato che fornisce accesso a tutti i database contemporaneamente.